# Temple de Puyong

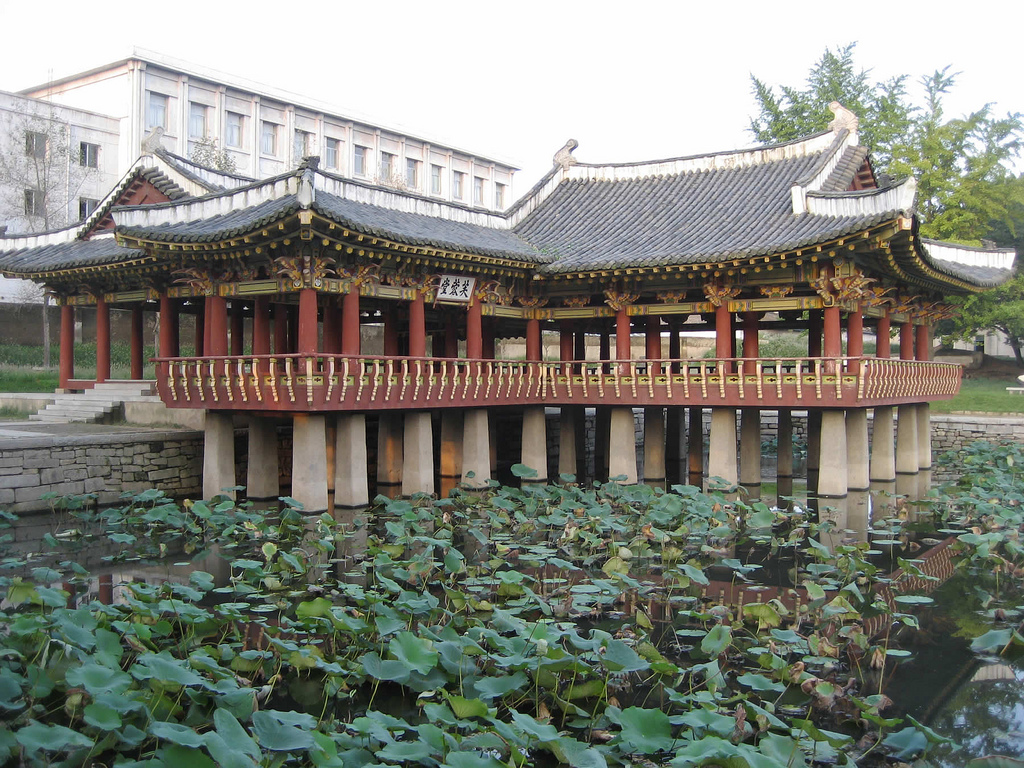
Le temple de Puyong

Le temple de Puyong (芙蓉堂) est un temple bouddhiste situé dans la ville nord-coréenne de Haeju, chef-lieu de la province du Hwanghae du Sud.
Presque entièrement détruit pendant la guerre de Corée (1950-1953), il a été reconstruit après 1953 et a été classé trésor national n° 68.